# La bella de Moscú
La bella de Moscú, cuyo título original es Silk Stockings, es una película musical de 1957 dirigida por Rouben Mamoulian y protagonizada por Fred Astaire y Cyd Charisse. Es una adaptación cinematográfica del musical Silk Stockings compuesto por Cole Porter, que a su vez era una versión musical de la película Ninotchka, que había sido dirigida en 1939 por Ernst Lubitsch e interpretada por Greta Garbo.

## Trama
La historia narra la llegada a París de una severa agente soviética que trata de resolver los problemas creados antes por otros agentes.